# Royal Enfield Bullet
La Royal Enfield Bullet era originalmente un modelo de motocicleta con motor monocilíndrico de cuatro tiempos y válvulas en cabeza, fabricado por Royal Enfield en Redditch, Worcestershire. Posteriormente, el modelo pasó a ser producido por Royal Enfield (India) en Madrás por Tamil Nadu, una empresa fundada originalmente por Madras Motors para construir motocicletas Royal Enfield bajo licencia en la India.
La Royal Enfield Bullet es considerada la motocicleta con la serie de producción sin cambios significativos más larga, y ha permanecido en producción sin interrupciones desde 1948. El nombre del modelo, Bullet, es aún más antiguo, y en 2015 había superado los 75 años de producción continua. Los nombres Royal Enfield y Bullet derivan de la empresa británica que había sido subcontratista de la Royal Small Arms Factory de Enfield, Londres.

## Evolución
La Bullet evolucionó desde un motor de cuatro tiempos con engranaje de válvulas externos hasta un motor totalmente de aleación con la caja de cambios incorporada e inyección de combustible electrónica.

### 1931 y 1939
Introducida en 1931 como una motocicleta monocilíndrica de cuatro tiempos, este modelo fue el primero en presentar el nombre de Bullet. Era diferente en varios aspectos de sus sucesoras (que ahora son familiares): tenía un motor inclinado con engranaje de válvulas externos y cuatro válvulas por cilindro, con opciones de 350 cc y 500 cc. En 1933, también se agregó a la gama una opción de 250 cc. Su cuadro también era considerablemente diferente, con horquillas delanteras de viga de resorte central, y se encontraba entre una nueva gama de modelos de Royal Enfield equipados con un tanque de combustible tipo silla de montar. Sin embargo, común a las motocicletas de este período, tenía una parte trasera rígida, lo que requería un asiento con resortes para el conductor.
Después del éxito de la motocicleta en competición, el ejército británico compró la Royal Enfield Bullet de 350 cc para el transporte de mensajes urgentes, y también se suministraron 3000 unidades a la RAF durante la Segunda Guerra Mundial.

### 1939 y 1949
Este modelo actualizó la línea de modelos de Royal Enfield para 1939. Se diferenciaba en los detalles cosméticos, así como en tener dos cajas de balancines, lo que resultó en una mayor eficiencia volumétrica para el motor. Los modelos de la posguerra incorporaron una horquilla delantera hidráulica, y Enfield estuvo entre las primeras motocicletas británicas en desarrollar una suspensión trasera con bastidor de brazo basculante totalmente incorporado. El motor "bullet" también usaba una culata de aluminio.

### 1949 y 1956
Se incorporó una serie de cambios para actualizar la motocicleta. Este modelo presentaba un motor vertical con una culata de aleación y mayor compresión. El bastidor se cambió a un diseño totalmente suspendido utilizando un basculante con amortiguadores hidráulicos no ajustables en la parte trasera, mientras que en la parte delantera se utilizó una nueva horquilla telescópica de diseño propio de Royal Enfield. Esto permitió la introducción de un asiento doble hecho de espuma simple y sin resortes grandes. La transmisión de potencia se realizó a través de la misma caja de cambios Albion de cuatro velocidades que en el modelo anterior, con una palanca única de "buscador de punto muerto" que el conductor podía presionar desde cualquier marcha que no fuera la primera para cambiar a punto muerto. El cigüeñal siguió teniendo un cojinete de cabeza de biela completamente flotante. El conjunto del faro se encerró con el velocímetro y el amperímetro en una góndola, que también sirvió como accesorio de la suspensión delantera y del manillar. Un modelo por lo demás similar, pero con una cilindrada de 499 cc, hizo su debut en 1953.
Al prototipo le había ido bien en una prueba de rendimiento y ganó el trofeo en los Seis Días de Prueba Internacionales de 1948, y dos pilotos con máquinas Bullet ganaron sendas medallas de oro. En 1952 Johnny Brittain ganó los Seis Días de Escocia de Trial con una Royal Enfield Bullet, y en 1953 también ganó el Seis Días de Prueba Internacionales sin perder un solo punto.
En 1949, el Ejército de la India encargó motocicletas Royal Enfield Bullet para el uso de la patrulla fronteriza, y la compañía decidió abrir una fábrica en Madrás. En 1955, las Bullet de 350 cc se enviaron desde la fábrica de Redditch en forma de kit para ensamblarlas en India, pero Enfield India Ltd. pronto desarrolló la fábrica adquiriendo el utillaje necesario a la casa matriz, e inició la producción bajo licencia de motocicletas completas de forma independiente. El modelo de 1955 se mantuvo casi sin cambios durante años y la fábrica de Madrás pasó a producir más de 20.000 unidades al año.

### 1956 y 1969
En 1955, Royal Enfield llevó a cabo una remodelación y un rediseño en su planta de Redditch, en el Reino Unido, para modernizar la Bullet, y en 1959 se realizaron algunos cambios en las relaciones de transmisión. Sin embargo, estos cambios no fueron incorporados por la fábrica de Madrás, debido a su compromiso de abastecer al ejército indio. Así, las líneas británica e india se separaron para no volver a encontrarse nunca más.
Entre 1956 y 1960, la British Bullet se lanzó en varios modelos, incluida una versión "réplica" de las máquinas de trial de 350 cc, un modelo "Clipper" de 350 cc y en 1958 la versión Airflow. Este modelo tenía protección total contra la intemperie gracias a un gran carenado de fibra de vidrio e incluía alforjas para viajar. El diseño se desarrolló en colaboración con British Plastics y se presentó como una serie en la revista The Motor Cycle. Los motores eran iguales y las únicas diferencias estaban en el escape, los asientos, la instrumentación, las barras del manillar y el tanque de combustible. También se realizaron numerosas mejoras técnicas, incluido el uso de un alternador (1956) y el encendido por bobina (1960). El modelo de 350 cc continuó en producción, pero el modelo de 500 cc se suspendió en 1961. En 1962, la empresa del Reino Unido se vendió y se suspendió la fabricación de la Bullet, y en 1967 se cerró la fábrica de Redditch. Finalmente, en 1970, Royal Enfield cerró por completo.
Además de la Bullet de 'caja de cambios separada', la fábrica de Royal Enfield de Redditch produjo motocicletas de 'construcción unitaria' (con la caja de cambios integrada con el motor), conocidas como 'New Bullets'.  Producidas entre 1963 y 1965, estos modelos eran esencialmente una Crusader de 250 cc ampliada hasta los 350 cc.  También se modeló una New Bullet para su venta al ejército, que llevaba alforjas y un salpicadero de estilo "solo velocímetro". Según datos de RE, se produjeron 232 de estas motos, lo que las convierte en una máquina escasa y deseable en la actualidad.

### 1955 y 1995
Enfield India Ltd. continuó la producción del diseño de la Bullet de 1955 casi sin cambios, y lo reintrodujo en el mercado británico en 1977 con el nombre de 'Enfield'. No cosechó un gran éxito, y se convirtió un período de estancamiento para la Bullet.

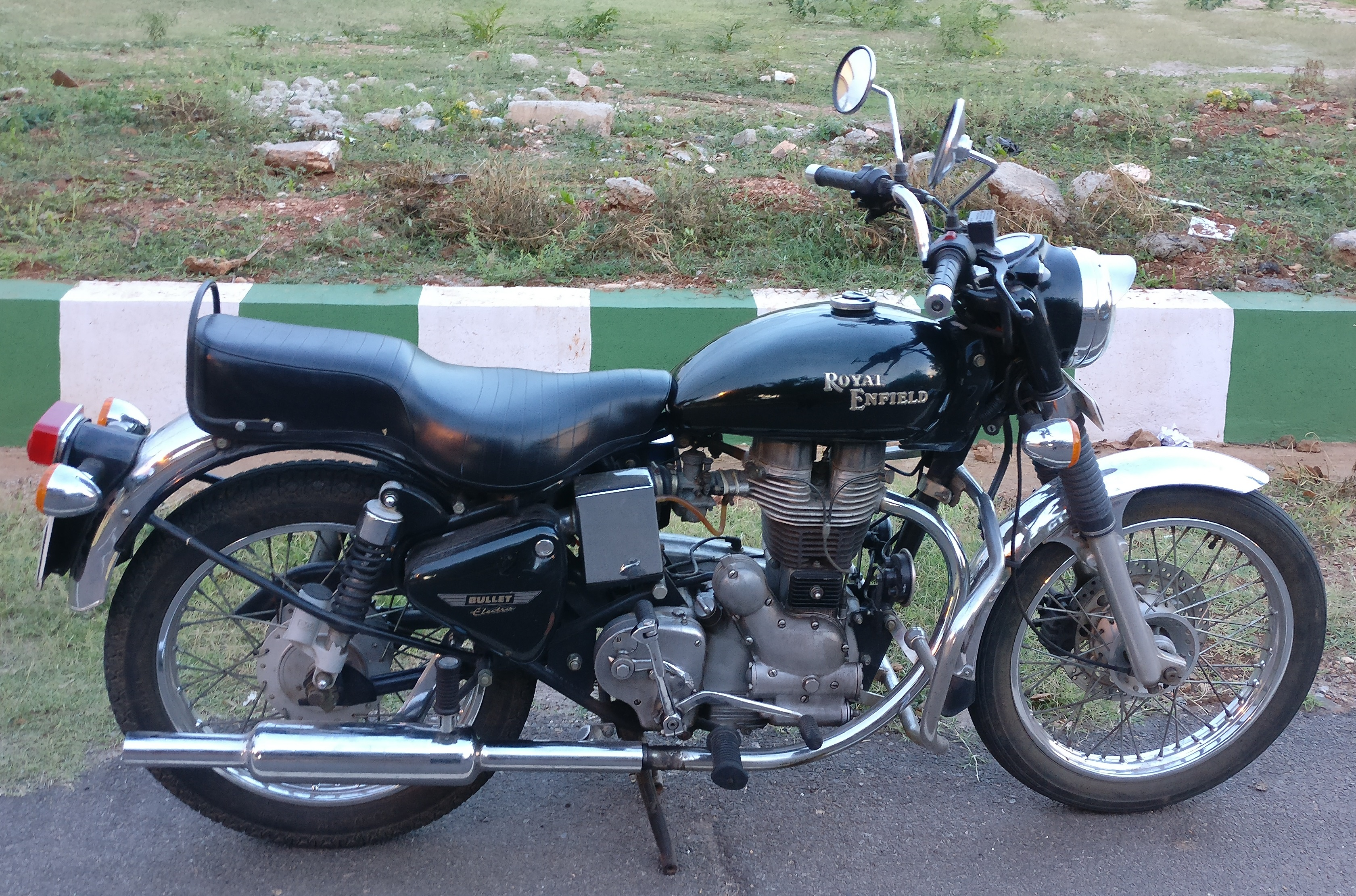
Royal Enfield Bullet Electra 350, 2004

Debido a la naturaleza proteccionista de la economía india, no era evidente la necesidad de mejorar, y el modelo sobrevivió hasta la década de 1990 esencialmente como una motocicleta india doméstica. Las máquinas equivalentes en el mercado eran la Yamaha RD350 y la Yezdi. Ambas disfrutan de seguidores de culto en la India, pero han estado fuera de producción durante décadas. Sin embargo, esto no pudo evitar la erosión del mercado de las motos una vez que la economía se abrió lo suficiente para permitir la importación de motocicletas japonesas. El alto consumo de combustible de la moto (su principal competencia eran las motos con motores superiores y más económicos de 100 cc) provocó una espiral descendente de ventas hasta que la empresa, al borde de la quiebra, fue comprada por Eicher Motors, un fabricante de tractores y vehículos comerciales.

### 1995 y 1997
Bajo el nuevo director ejecutivo de Enfield India, Siddhartha Lal, Eicher realizó una importante inversión en la empresa en crisis. Esto se inició con una demanda para asegurar la marca y los derechos de propiedad intelectual de la extinta Royal Enfield británica, en manos de la familia Holder desde el proceso de quiebra de la empresa británica en 1970. Después de ganar una demanda de marca, se cambió el nombre de la empresa a Royal Enfield Motors. Se realizaron muchos cambios en la gestión y la producción, se simplificó el proceso de fabricación y se redistribuyó el exceso de capacidad. Sin los pedidos a gran escala del ejército y las fuerzas del orden público para rescatar a la empresa, solo existía la ruta de ventas individuales en la que la compañía tenía que actuar si quería sobrevivir. La empresa también se enfrentó a la difícil tarea de atender a un mercado muy diverso. Para preservar la naturaleza y la reputación de la Bullet como una motocicleta británica clásica, también conocida en la India como Raja Gaadi, y para atraer a los jóvenes a un sector distinto del mercado de motocicletas de alto rendimiento recién aparecido, la marca Bullet se dividió en dos. La Bullet Standard 350 presentaba toda la calidad y fiabilidad de fabricación mejoradas, pero se mantuvo con el aspecto tradicional, disponible solo en negro. Se lanzó un nuevo modelo, disponible en más colores y con detalles cromados, encendido electrónico  y amortiguadores de gas, pero con el mismo motor y caja de cambios que la estándar. Este modelo fue llamado Bullet Electra, cuyo arranque eléctrico, que se tradujo en un motor más voluminoso, no estuvo exento de complicaciones mecánicas y de fiabilidad. La Electra 350 se ha convertido en uno de los modelos Royal Enfield más vendidos.
Junto con estos desarrollos, se contrató a la empresa austriaca de motores AVL para producir un motor totalmente de aleación adecuado como reemplazo directo del motor original de bloque de hierro fundido (con un diseño que databa de 1955). La primera moto con este motor fue lanzada como Bullet Machismo 350. Este motor no se vendió bien en el mercado indio. Se encuestó a muchos compradores potenciales que dijeron que no sonaba igual que el motor anterior, que carecía del ruido de "golpe" de su predecesor. El motor tuvo éxito en el modelo Thunderbird, una moto de crucero. También se vio la introducción de un freno de disco en la rueda delantera como opción de fábrica a nivel nacional en India y estándar en todos los modelos exportados.

### 1997 y 2009
Después de que las especificaciones de emisiones europeas cada vez más estrictas obligaron a la Bullet Standard 350 a que 2007 fuese su último año en la Unión Europea, se supo que las unidades con motores de 500 cc habían sido equipadas durante algún tiempo con una bomba de inducción pulsada para aspirar aire exterior fresco y expulsarlo al colector de escape para que pareciera que las emisiones eran más bajas de lo que eran en realidad. Cuando se vendieron todas las existencias, la Bullet con motor de diseño británico dejó de estar disponible.
Todos los modelos nuevos presentaban exclusivamente el motor AVL 'lean-burn' (para mezcla pobre). La introducción de una caja de marchas con el cambio para el pie izquierdo de cinco velocidades significó que Royal Enfield podría "arreglar" una de las peculiaridades tradicionales del diseño Bullet: el freno de pie original estaba en el lado izquierdo, mientras que el cambio de marchas estaba en el derecho (como era costumbre en las motos británicas). En consecuencia, la Bullet Machismo 350 estaba equipada con esta caja de marchas con el cambio de pie a la izquierda, y fue un gran éxito en los mercados extranjeros, ya que tenía un diseño rico y era el primer modelo cromado en una Enfield. Sin embargo, el cambio de marcha con el 'cambio a la izquierda' provocó una reacción airada de los clientes de la Indian Bullet, lo que obligó a la empresa no solo a continuar con la Bullet Standard con el sistema tradicional, sino que incluso en la Electra, se ofreció solo como una opción, lo que llevó a las variantes de cuatro velocidades (tradicional) y de cinco velocidades (cambio a la izquierda). Las cifras de ventas indicaron que los clientes de la Indian Bullet habían rechazado la nueva caja de cambios, renunciando incluso a la atracción de la transmisión de cinco velocidades para mantener el cambio tradicional. Sin embargo, se convirtió en equipamiento estándar en todos los modelos exportados. Los nuevos desarrollos incluyeron la adición de arranque eléctrico como opción en algunos modelos, mientras que era estándar en otros. En 2007 y 2008, se produjo una edición limitada de las Machismo con muchos accesorios, en la que la motocicleta presenta 20,85 Nm de par motor a 3000 rpm, llantas únicas de 19 pulgadas, freno de disco delantero de 280 mm y la misma configuración de chasis del motor, siendo exportada a Europa, Estados Unidos y Australia. Las Machismo 350 y 500 dejaron de producirse debido al elevado ruido interno en el motor.

### Desde 2007
Como resultado de un trabajo de varios años, se introdujo un nuevo conjunto de motores. Estos eran los motores de construcción unitaria (UCE). El UCE de 350 cc encontró uso en el modelo doméstico Thunderbird TwinSpark, en una configuración con dos bujías por cilindro, con una caja de marchas con cambio a la izquierda de 5 velocidades integrada. No ha aparecido en ninguno de los modelos Bullet, domésticos o de otro tipo. Para 2011, el antiguo motor de hierro fundido se había eliminado por completo, incluso en el modelo Standard 350. Desde entonces, todas las Royal Enfield pasaron a estar disponibles solo con el motor UC completamente de aluminio.
El UCE de 500 cc cuenta con inyección y tiene mayor potencia que cualquier motor Royal Enfield de 500 cc. El UCE de 500 cc, con caja de cambios integrada de cinco velocidades, impulsa el actual modelo Bullet Classic. A partir de 2009, este motor estaba disponible solo en la UE para cumplir con las normas de emisiones, pero a 2010 también estuvo disponible en los Estados Unidos con dos modelos de bastidor, el Bullet Classic C5, o el Bullet G5, que tiene un aspecto similar y comparte paneles con los modelos AVL Electra anteriores. En 2011, se introdujo un tercer modelo de exportación, el B5, que combinaba el nuevo motor UCE de 500 cc con el depósito y el bastidor tradicionales de los modelos populares en la India.
En 2017, Royal Enfield equipó los modelos Bullet 500 con conformidad a la norma Euro 4, incluyendo frenos ABS delanteros y traseros y un mejor sistema de control de emisiones.

### Desde 2020
Royal Enfield ha confirmado oficialmente que cesará la producción de su motor de 500 cc. La mayoría de sus ventas proviene de los modelos de 350 cc y la demanda de los modelos de 500 cc comenzó a disminuir en los mercados indios, especialmente después de la introducción de los 650 gemelos. Se suspenderá en India a partir del 31 de marzo, ya que las normas de emisión de Bharat Stage VI los harán inviables. La compañía actualizará su línea de motocicletas de 350 cc para los mercados indios y promoverá sus motocicletas de 650 cc como sus principales motores de exportación.
En 2022, la Bullet 350 según el estándar de emisiones indio BS6 costaba al cambio unos 1.600 dólares norteamericanos en la India.

## Modelos personalizados
El preparador de motocicletas suizo y el distribuidor de Royal Enfield Fritz W. Egli fabricaron una Bullet personalizada utilizando el bastidor de tubo central de Egli construido con acero al cromo-molibdeno niquelado y un motor de cigüeñal de carrera más larga (105 mm) con cojinetes principales especiales, embrague seco, transmisión primaria por correa de distribución y carburadores de deslizamiento plano Keihin de 36 mm.
Otras versiones personalizadas de la Bullet son la Musket, fabricada en Ohio, y la Carberry de diseño australiano.